# Шошоакэ, Диана
Диана Йованович Шошоакэ (рум. Diana Iovanovici Șoșoacă; род. 13 ноября 1975, Бухарест, Румыния) — румынская женщина-политик. Председатель партии «СОС Румыния» с 2022 года. Депутат Европейского парламента с 16 июля 2024 года. В прошлом — сенатор Румынии (2020—2024).

## Биография
Родилась 13 ноября 1975 года в Бухаресте. По линии отца происходит из города Скопье в Северной Македонии, откуда семья затем переехала в Румынию. Дед по отцовской линии, по словам Дианы, в составе румынской армии воевал под Сталинградом, а тётя была репрессирована коммунистами. Мать — Алис Флореску Блеоту (Alice Florescu Bleotu), врач-гинеколог, увлекающаяся эзотерикой.
Окончила Румыно-американский университет в Бухаресте, имеет степень магистра права.

## Политическая карьера
Избрана в Сенат Румынии 21 декабря 2020 года от жудеца Яссы, будучи членом Партии румынства, но пройдя по спискам Альянса за объединение румын в соответствии с заключённым между партиями соглашением от 20 октября 2020 года. С 22 декабря 2020 по 14 февраля 2021 года — член юридической комиссии по назначениям, дисциплине, иммунитетам и проверкам, а также председатель комиссии по расследованию злоупотреблений полномочиями, борьбе против коррупции и петициям.
10 февраля 2021 года по предложению сенаторов Клаудиу Тырзиу и Сорина Лаврика Шошоакэ была исключена из парламентской группы Альянса за объединение румын за действия, идущие вразрез с политической линией партии, но сохранила статус сенатора. Самого Лаврика она обвинила в женоненавистничестве. С 30 января 2022 года — член партии «СОС Румыния».
По результатам выборов 2024 года избрана депутатом Европейского парламента.

## Политические взгляды
Румынская пресса относит Шошоакэ к ультраправым политикам. Она выступает за выход Румынии из Европейского союза и придерживается антииммиграционной риторики: объектом её критики нередко становился бывший министр здравоохранения Румынии, сириец по происхождению Раед Арафат.

### Пандемия COVID-19
Во время эпидемии COVID-19 в Румынии Шошоакэ стала известна как одна из ярых противниц массовой вакцинации и введения санитарных ограничений, о чём заявляла на своей странице в Facebook.
12 декабря 2021 года итальянский телеканал Rai 1 опубликовал сюжет, в котором обвинил Диану Шошоакэ в попытке похищения журналистки Лючии Гораччи (итал. Lucia Goracci), которая брала у неё интервью о пандемии. Журналистка якобы решила выйти из помещения, где записывалось интервью: поводом стало заявление Шошоакэ о намерении поправлять переводчика в случае ошибок с его стороны. Итальянку при этом якобы не выпустили. Вскоре скандал обернулся тем, что саму Гораччи задержала полиция по обвинению в попытке похищения неких важных документов, которые хранились у Шошоакэ. Итальянку освободили только после вмешательства посольства в Румынии.

### Внешняя политика
Румынская пресса неоднократно называла Шошоакэ пророссийским политиком, исходя из её высказываний о румынско-российских отношениях и политике России. Румыноязычная редакция издания Sputnik даже назвала её «политиком 2021 года в Румынии».
В марте 2022 года Шошоакэ и ещё трое депутатов Парламента Румынии встретились с российским послом в Бухаресте, с которым они обсудили боевые действия между Россией и Украиной и возможность Румынии занять нейтральную позицию по этим событиям. Одним из депутатов был член Социал-демократической партии Думитру Коарнэ, который спустя некоторое время после встречи был исключён из партии. Высказывания Шошоакэ стали резонансными: на них даже обратила внимание хакерская группа Killnet, организовавшая DDoS-атаки на румынские сайты.
В феврале 2023 года Шошоакэ обвинила Соединенные Штаты в том, что они вызвали землетрясение в Турции и Сирии, применив сейсмическое оружие.
22 марта 2023 года Шошоакэ вынесла на рассмотрение законопроект об изменениях в принятый в 1997 году закон, потребовав признать правомочными территориальные претензии Румынии на ряд регионов Украины — Черновицкую область, Герцу, Буджак (Кагул, Болград, Измаил), Марморощину и остров Змеиный. Кроме того, она подвергла критике закон Украины о национальных меньшинствах, обусловив это тем, что он не был направлен в Венецианскую комиссию, хотя это было одно из условий Европейского союза при его принятии.. В ответ украинские власти объявили о намерении ввести санкции против Шошоакэ: 25 марта её занесли на сайт «Миротворец», назвав её лицом, представляющим угрозу национальной безопасности Украины.
23 апреля 2023 года Шошоакэ устроила в Сенате Румынии перепалку с лидером фракции ECP Ионуцем Моштяну: она подошла к микрофону со своим ноутбуком и заявила, что на сайте парламента не было повестки дня заседания. Ионуц иронично ответил, что ноутбук её был «связан с Москвой», в ответ на что Диана возразила, что получила гаджет в канцелярии. Речь она завершила следующей иронической фразой: «Учитывая, что ноутбук принадлежит сенату, а вход осуществляется по Wi-Fi палаты депутатов, значит, эта палата находится на прямой связи с Россией, а VPN — из Москвы. Слава Москве!».
10 октября 2023 года Шошоакэ показала приехавшему в парламент Румынии президенту Украины Владимиру Зеленскому карту с изображением «Великой Румынии» и потребовала, чтобы Украина вернула земли её страны. Шошоакэ также обвинила главу соседнего государства в нарушении прав соотечественников на Украине и национализме. Журналисты телеканала Digi 24 оценили её выступление как использующее кремлёвскую риторику.

## Личная жизнь
Третий муж — Думитру-Сильвестру Шошоакэ (Dumitru Silvestru Șoșoacă).